# Paul Sandelhielm
Paul Sandelhielm, före 1826 Öhrvall, född 10 mars 1776 på Varbergs fästning, död 17 oktober 1850, var en svensk ämbetsman.

## Biografi
Paul Sandelhielm blev kammarråd 24 juli 1818.
Han utsågs till vice landshövding i Norrbottens län 2 juni 1820 och ordinarie landshövding där 22 maj 1821. Han utsågs till landshövding i Älvsborgs län 15 november 1825.
Han blev riddare av Nordstjärneorden 18 januari 1824 och kommendör av denna orden 7 december 28 januari 1836. Han adlades 11 maj 1826 med nummer 2300 och ätten utgick 1874 med sonen Carl Hugo. 
Han var gift med Vivika Christina Charlotta von Fuhrman (1789-1810) och Sofia Dorotea Zetterman (1801-1876) och  hade med två barn med första hustrun och tre med andra.